# 熒惑星 (妖怪)
熒惑星，傳說在三国时期吴国建国之初出现，预言三国终将归司马家所有的怪童。在古人的观念中,谣殲是荧惑星之精降临变成童子而为。荧惑则是文言文指火星的意思。所以水木茂的《中国妖怪事典》将其译为“火星”。

## 傳說
根據中国晋代干宝的《搜神记》，大约在吳國建國之初，鎮守邊境的守備隊將士，其妻兒需作為人質被強行押置在京城。這些孩子總是成群結伙地一起嬉戲玩耍。
永安三年（260年）二月某日，孩子如常玩耍時，突然出現一個陌生的小朋友，年紀大约六、七歲。身高四尺多，身穿綠衣。孩子都覺得很奇怪，七嘴八舌地問：「這個傢伙從沒看過耶，你是哪家的小孩？」這個小孩回答：「我看你們玩得很高興，就過來啦！」大家定神一瞧，只見這個小孩兩眼閃爍著強烈光芒，好像要射殺人一般。孩子們感到非常害怕，又再問：「你從那里來的？」他回答：「你們怕我嗎？我不是人，是熒惑星（火星）。其實，我有事要告訴你們；三國終將歸司馬氏。」此話一出，孩子們都嚇破膽，其中一人急忙跑去叫大人來。大人一看到這個小孩，那孩子就说：「各位，再會了！」隨之便蜷曲身體飛向天際。孩子的身體瞬間變成了一塊白布，緩緩地朝天空飛去。大家仰頭望去，只見白布拖著長長的尾巴輕輕地飄走，不一會兒就消失不見。
四年後，先是蜀國滅亡；六年後魏國讓出帝位；二十一年後，吳國被平定。正如那名自稱「熒惑星」的孩童所言，三國終歸司馬氏所有。

## 其他记载
《晋书·天文志中》也有: “荧惑降为儿童,歌谣嬉戏。”
《晋书·五行志》也有荧惑降为儿童以传谶谣的传说
《史记·天官书》另外有: “荧惑出则有兵,入则兵散。”
在《史记·天官书》张守节《正义》引《天官占》也说: “荧惑为执法之星,其行无常” , “其精为风伯,感童儿歌谣嬉戏也。”

## 相关
「熒惑守心」則是灾难的象征。

## 參看
- 火星
- 妖怪
- 中国妖怪列表
- 中國的幽浮目擊
- 火星人